# Wout van Aert

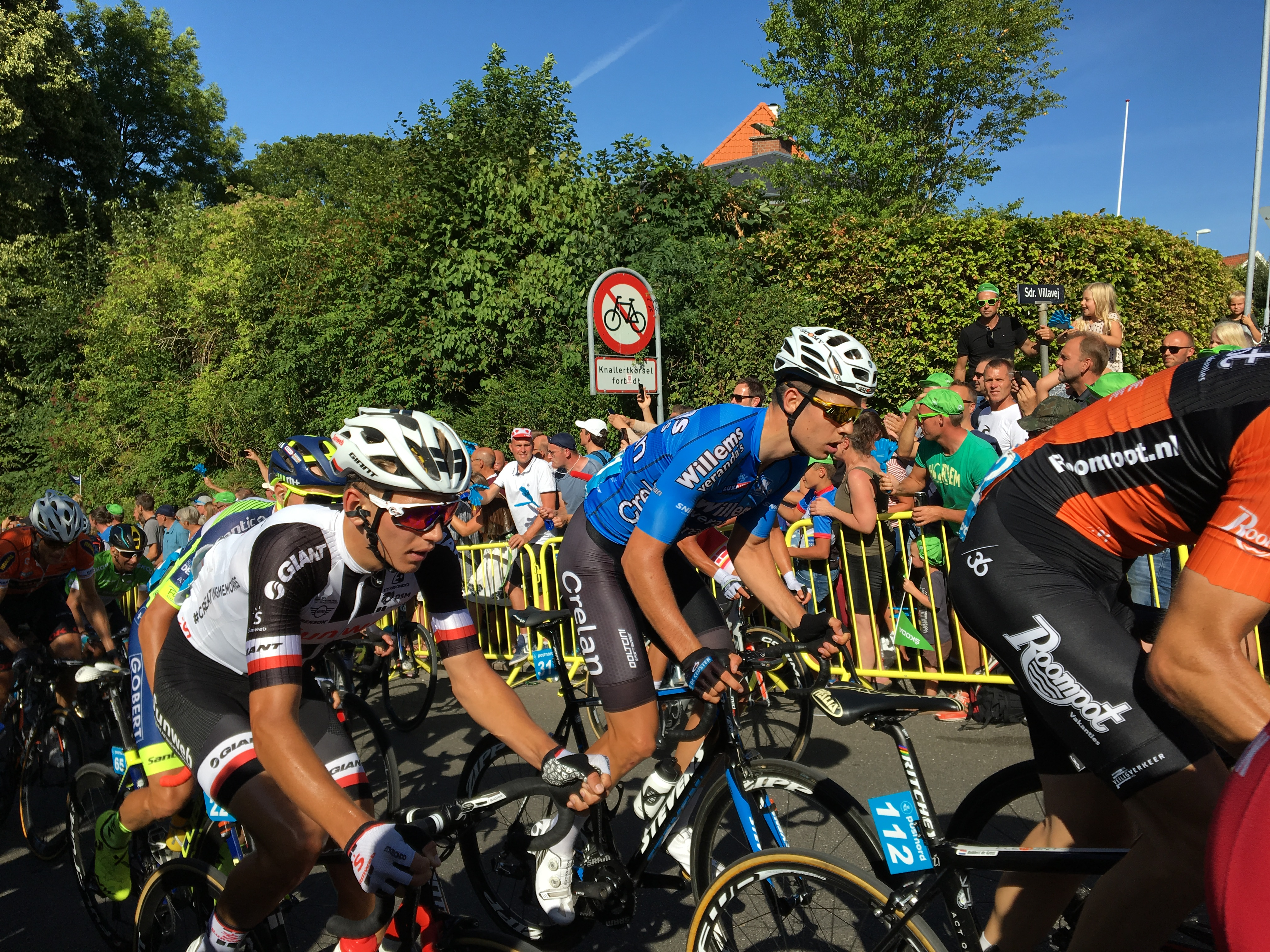
Wout van Aert (i blå tröja) under etapp 2 av Danmark runt 2018.

Wout van Aert, född den 15 september 1994 i Herentals, är en belgisk professionell landsvägscyklist och cykelcross-ryttare. 
Han är mest känd som cykelcross-ryttare. Han segrade i Världsmästerskapen 2016, 2017 och 2018, vann UCI World Cup 2015-16, 2016-17 och 2020-21, samt vann Superprestige 2015-16. Han blev även belgisk mästare 2016, 2017 och 2018.
Med tiden har han satsat allt mer på landsväg och stod som totalsegrare i Danmark runt 2018. Därefter har han vunnit de prestigefyllda endagstävlingarna Milano-Sanremo och Strade Bianche 2020 samt Gent–Wevelgem och Amstel Gold Race 2021.